# 三重県道202号須賀利港相賀停車場線
三重県道202号須賀利港相賀停車場線（みえけんどう202ごう すがりこうあいがていしゃじょうせん）は、三重県尾鷲市から北牟婁郡紀北町に至る一般県道である。

## 概要
尾鷲市須賀利町から北牟婁郡紀北町相賀に至る。陸路で尾鷲市須賀利町へ到達するほぼ唯一の道路である。

### 路線データ
- 起点：三重県尾鷲市須賀利町（字在の288番2地先[3]：須賀利港）
- 終点：三重県北牟婁郡紀北町相賀（字仲田205番1地先[3]：JR東海紀勢本線 相賀駅前、三重県道540号相賀停車場線起点）
- 総延長：15.407 km

## 歴史
この道路が開通する以前の須賀利町は須賀利巡航船（尾鷲港 - 須賀利港）以外の交通網を持たない陸の孤島であった。それを解消したのが1982年（昭和57年）6月20日に開通した三重県道202号である。
なお、昭和の大合併に際し、当時この道路が開通していなかったため、当時の須賀利村は陸続きの引本町や桂城村（後に海山町、現在は紀北町）ではなく、巡航船で結ばれていた尾鷲町との合併を選択した。そのため、須賀利町は尾鷲市の飛地となっている。現在では陸路で結ばれた紀北町との関係も強くなり、公立小学校・中学校の学区は尾鷲市立の学校ではなく、紀北町立矢口小学校、紀北町立潮南中学校が指定されている。

### 年表
- 1959年（昭和39年）1月25日 - 三重県道202号島勝港相賀停車場線が認定される[6]。
- 1965年（昭和40年）3月26日 - 三重県道島勝港相賀停車場線を廃止し[7]、三重県道須賀利港相賀停車場線を認定する[1]。
- 1982年（昭和57年）4月30日 - 尾鷲市須賀利町字在の隣接民有地288の2番地先から北牟婁郡海山町大字島勝浦字西河内171の1番地先までの区間が拡幅、道路延長が拡大され、即日供用開始となる[8]。
- 2000年（平成12年）
  - 4月21日 - 北牟婁郡海山町大字島勝浦字尾松121番11から同町大字島勝浦字尾松119番20までの区間が供用開始となる[9]。
  - 7月7日 - 北牟婁郡海山町大字島勝浦字向江130番1地内の延長80.00 mの区間の道路幅員が拡幅される[10]。
- 2001年（平成13年）8月30日 - 北牟婁郡海山町大字島勝浦字向江130番1から同町大字島勝浦字尾松119番20までの区間が供用開始される[11]。
- 2002年（平成14年）
  - 4月12日 - 北牟婁郡海山町大字島勝浦字向江130番1から同町大字島勝浦字尾松121番3までの区間の道路幅員が拡幅、道路延長が短縮される[12]。
  - 11月8日 - 尾鷲市須賀利町字鈴原442番1から同市須賀利町字酒醒川455番38までの227.00 m、および北牟婁郡海山町大字相賀字ヘタ122番38から同町大字相賀字在ノ上122番1までの95.50 mの区間の道路幅員が拡幅される[13]。

## 路線状況
この道路沿線には山が張り出しているため、多くのトンネルがある。

### 道路施設

#### 橋梁
- 相賀橋（船津川、北牟婁郡紀北町）

#### トンネル
- 須賀利トンネル：延長356 m、1979年（昭和54年）竣工、尾鷲市 - 北牟婁郡紀北町
- 第二島勝トンネル：延長345 m、2001年（平成13年）竣工、北牟婁郡紀北町
- 島勝トンネル：延長293 m、1995年（平成7年）竣工、北牟婁郡紀北町
- 引本トンネル：延長600 m、1987年（昭和62年）竣工、北牟婁郡紀北町

### 交通量
2005年（平成17年）のデータ（平成17年度道路交通センサスによる。）
| 地点                       | 交通量     | 交通量     |
| 地点                       | 平日24時間 | 平日12時間 |
| -------------------------- | ---------- | ---------- |
| 北牟婁郡紀北町海山区矢口浦 | -          | 1,818台    |
| 北牟婁郡紀北町海山区相賀   | 3,455台    | 2,895台    |

## 地理

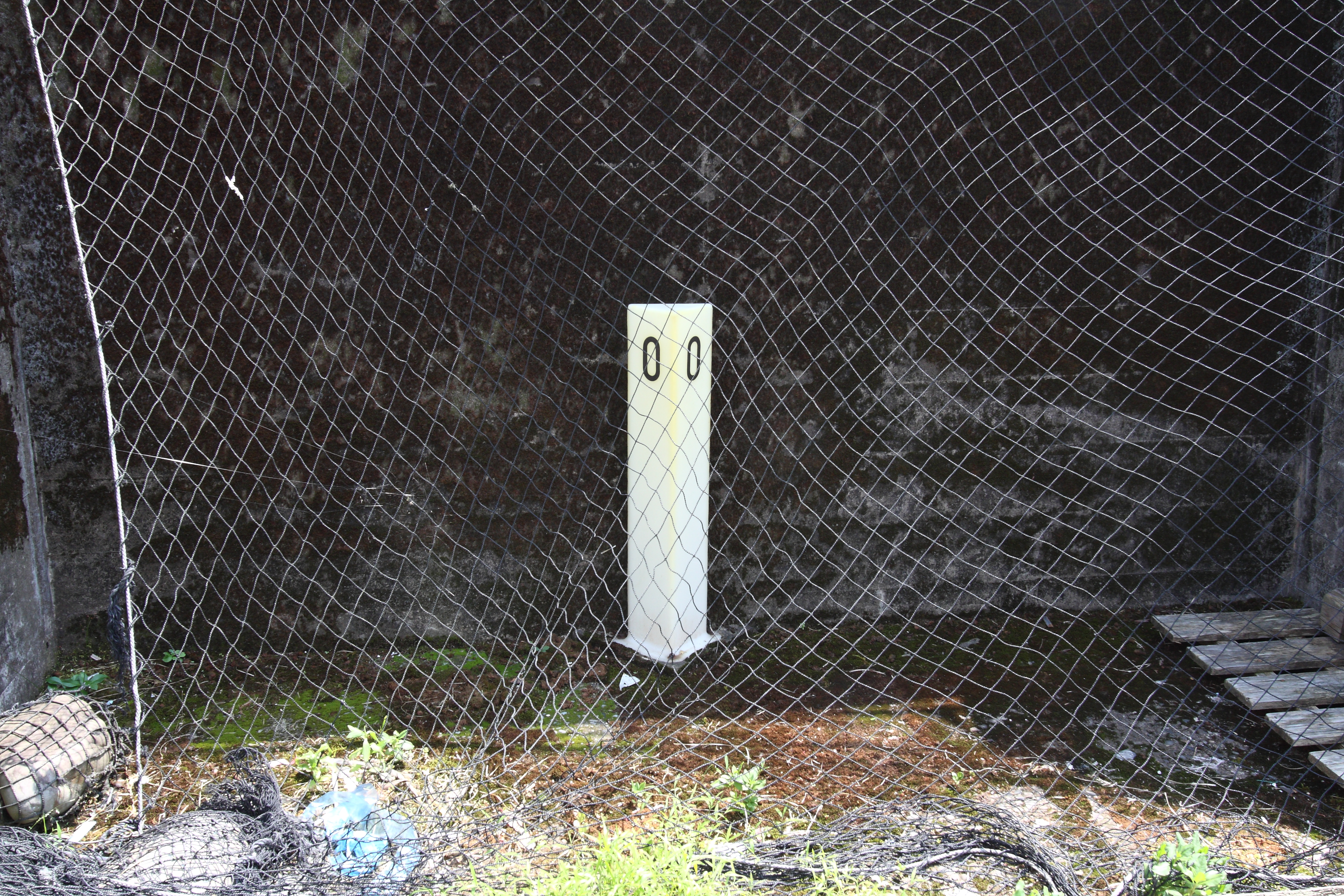
尾鷲市須賀利町]にある起点 0キロポスト

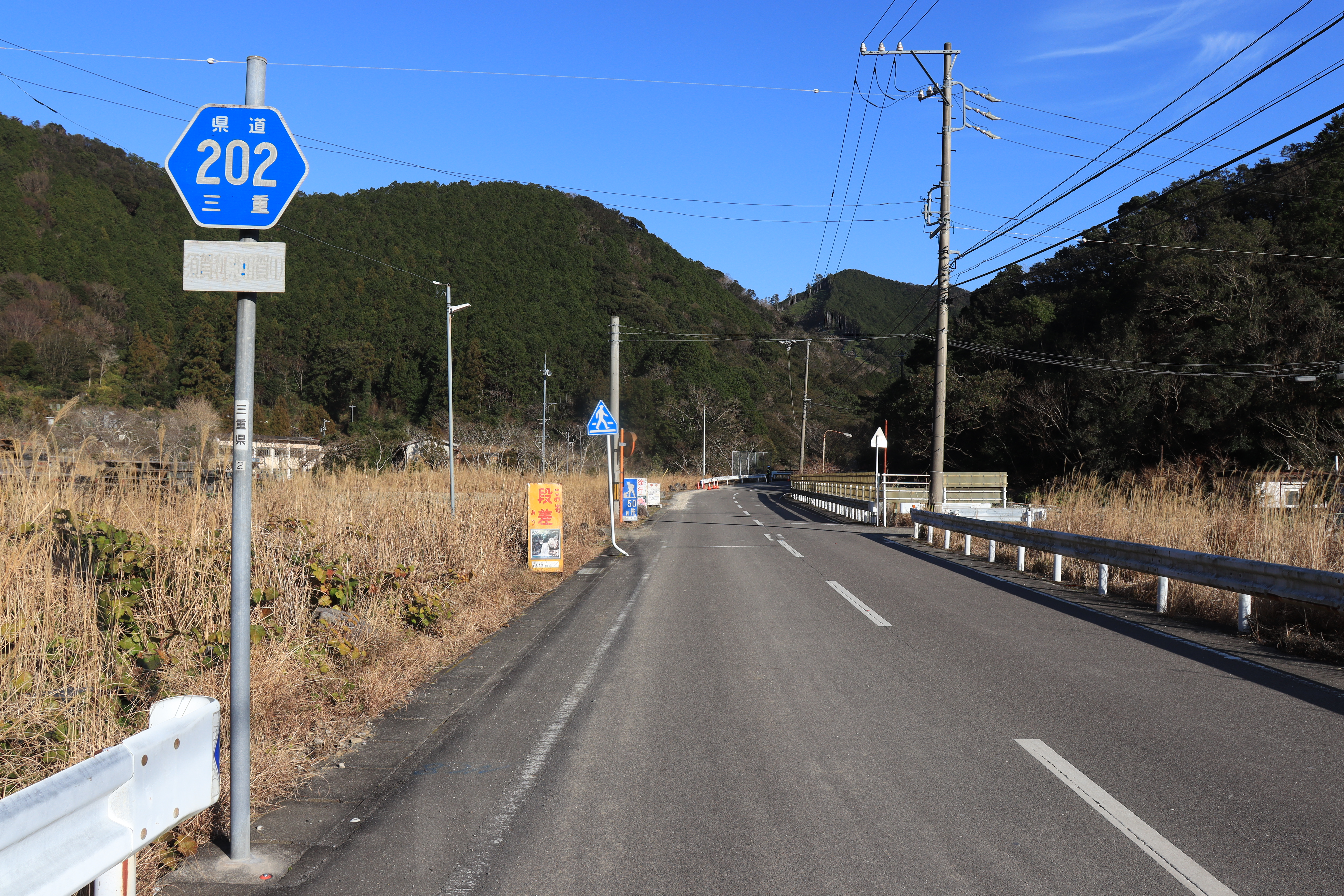
三重県道202号須賀利港相賀停車場線
尾鷲市須賀利町

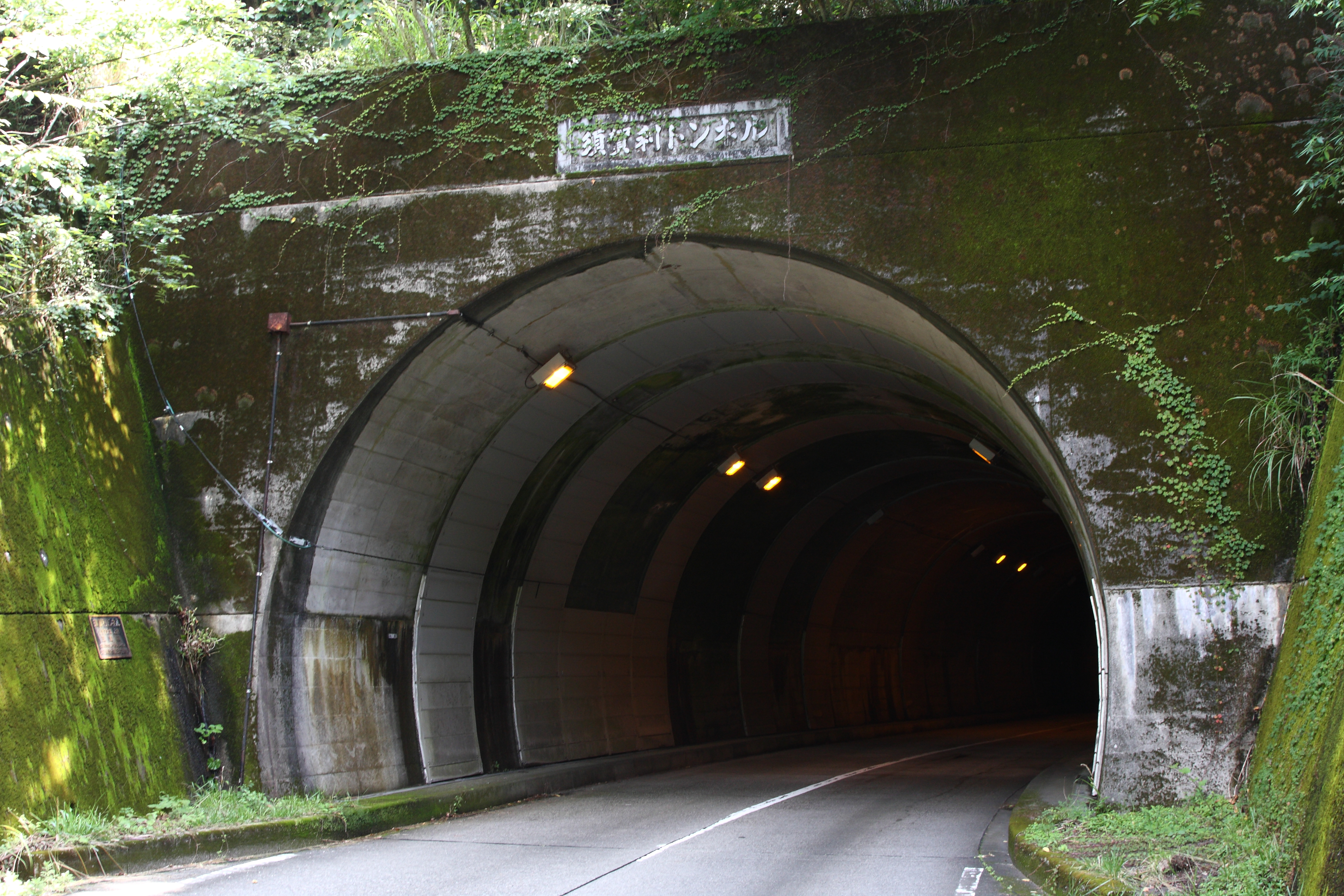
須賀利トンネル

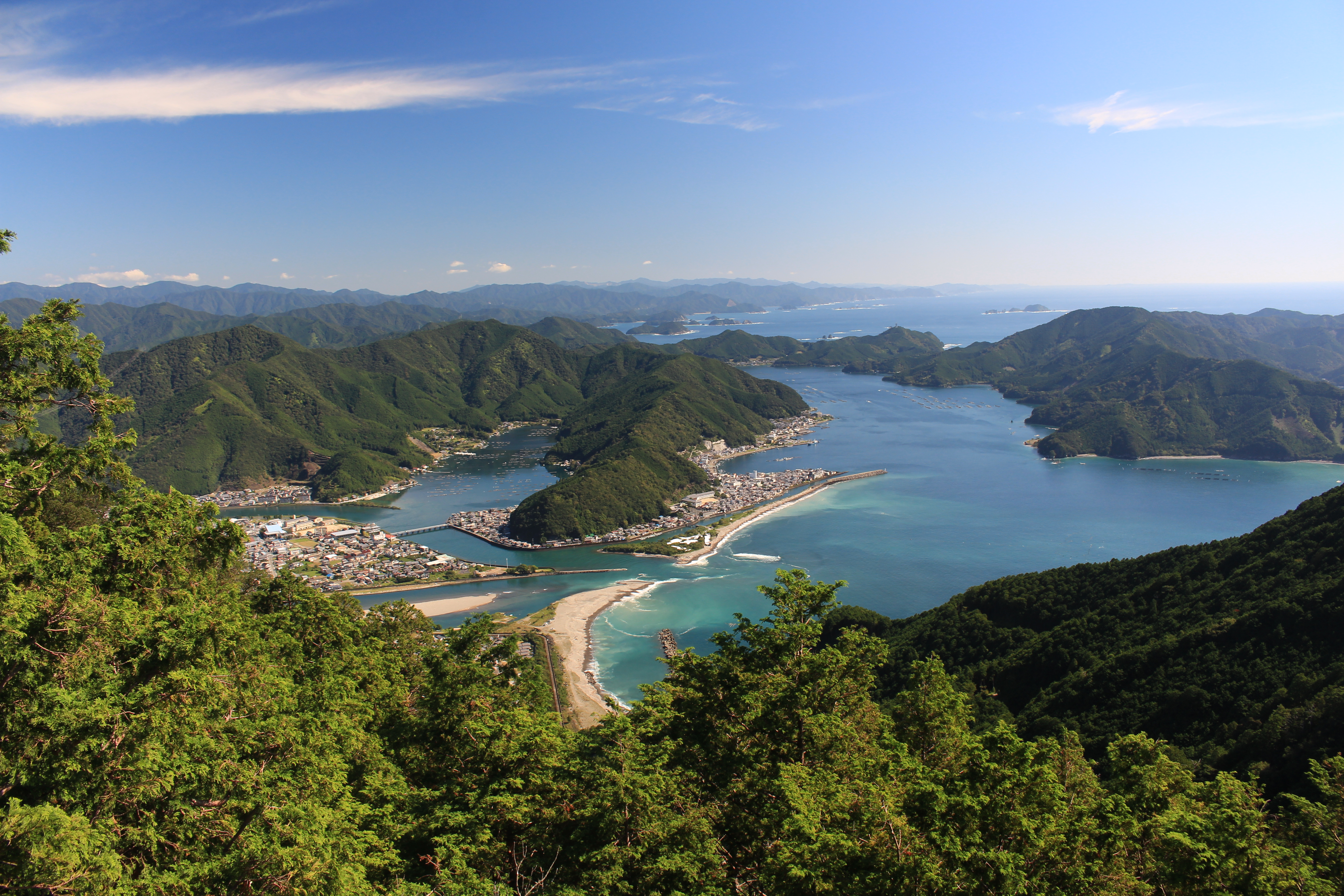
天狗倉山のオチョボ岩から望む沿線の風景、左に白石湖、中央部の山を引本トンネルが貫通する、右側に引本港

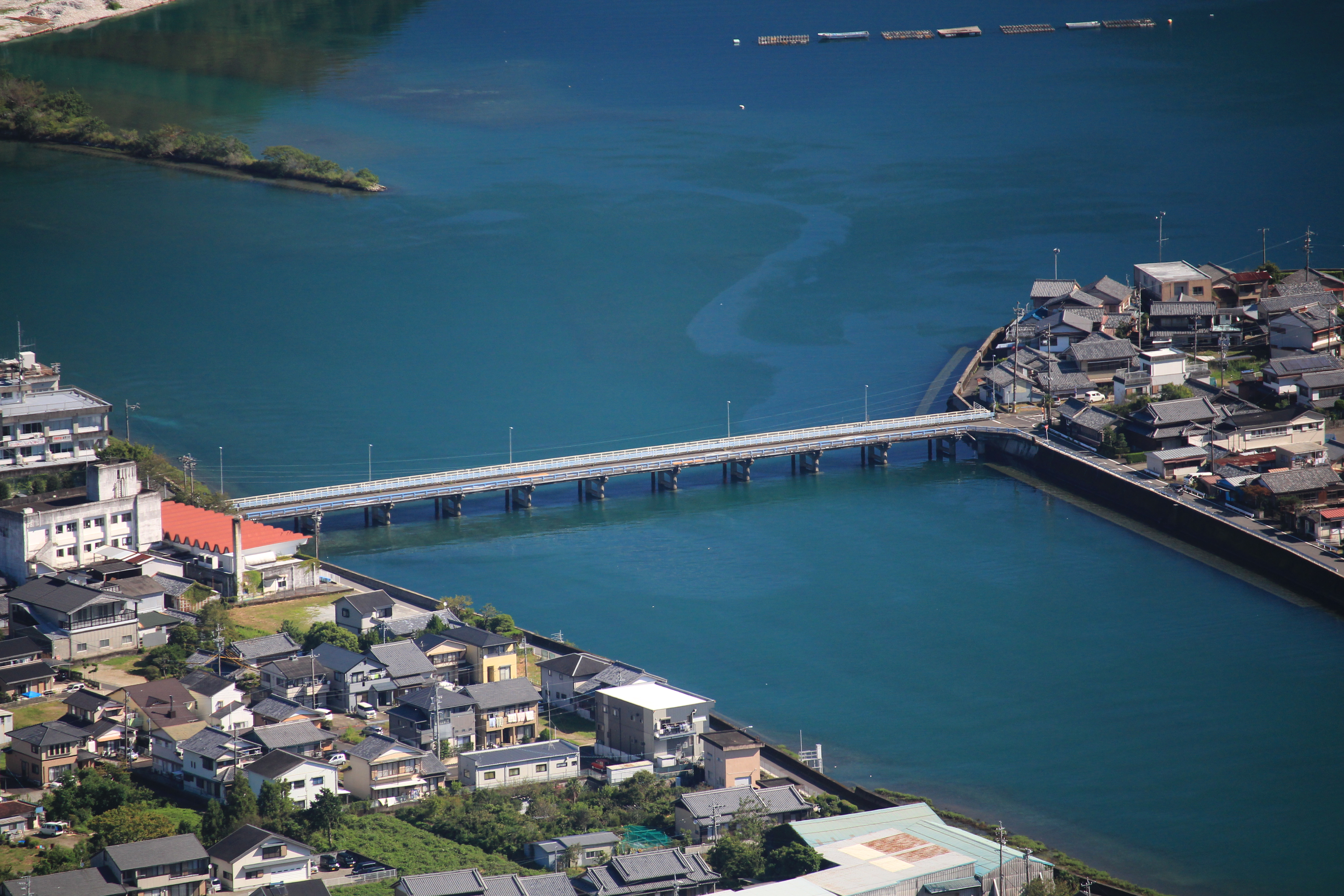
船津川の下流部に架かる三重県道202号須賀利港相賀停車場線の相賀橋
北牟婁郡紀北町相賀

### 通過する自治体
- 三重県
  - 尾鷲市 - 北牟婁郡紀北町

### 交差する道路
| 交差する道路                     | 交差する場所 | 交差する場所 |
| -------------------------------- | ------------ | ------------ |
| 三重県道734号矢口浦上里線        | 矢口浦       |              |
| 三重県道734号矢口浦上里線 / 旧道 | 矢口浦       |              |
| 三重県道540号相賀停車場線        | 相賀         | 終点         |

### 交差する鉄道
- 紀勢本線

### 沿線
漁業集落を結ぶため､沿線には漁港が多い｡
- 尾鷲市役所 須賀利出張所
- 三重外湾漁業協同組合 紀州支所三木浦事業所須賀利
- 須賀利漁港
- 島勝漁港
- 船越中熊海水浴場
- 紀北町立矢口小学校
- 矢口浦簡易郵便局
- 矢口浦漁港
- 引本港
- 白石湖
- 紀北町役場海山総合支所
- 三重紀北消防組合 海山消防署
- 紀北町図書館
  - 紀北町町民センター図書室
  - 紀北町児童図書館
- 紀北教育会館
- 紀北町立潮南中学校
- 紀北町立相賀小学校
- 尾鷲警察署 相賀警察官駐在所
- JR東海紀勢本線 相賀駅